# Леопольд Крец
Леопольд (Леон) Крец (фр. Léopold Kretz, 4 лютого 1907, Золочів, нині Львівська обл. — 16 квітня 1990, Париж, Франція) — художник, скульптор, педагог єврейського походження.

## Життєпис
Леопольд (Леон) Крец народився 4 лютого 1907 року в галицькому місті Золочів в незаможній єврейській родині залізничного службовця Фредеріка Креца. Дуже рано почав малювати і ліпити, сам майстрував собі іграшки. Батьки не підтримували його захоплення мистецтвом і намагались скерувати його в більш традиційну сферу. Тому перші кроки в мистецтві він зробив у майстернях скульпторів та каменярів, де виготовляли надгробки. Уже у Львові Леопольд закінчив 6 класів гімназії, куди батько, для подальшої роботи на залізниці, переїхав з родиною.
У 1924—1926 роках навчався у Мистецькій школі Олекси Новаківського, куди талановитий юнак був зарахований на безкоштовне навчання завдякі допомозі Митрополита Андрея Шептицького.
1928—1931 рр. — навчання у Краківській академії мистецтв (майстерня скульптора Ксаверія Дуніковського).
1931 року Леопольд Крец отримує стипенідю від Митрополита Шептицького і вирушає до Франції вдосконалювати майстерність.
1932 р. — студіювання скульптури у Вищий школі мистецтв у Парижі, пізніше — навчання в Академії Ґранд Шом'єр (майстерня скульптора Антуана Бурделя).
1932 року відбулася перша персональна виставка художника в Парижі в Galerie Pierre. Репортажі про паризькі успіхи Леопольда Креца, зокрема, про його персональні виставки, постійно друкували у 1932—1933 роках газети Львова.
Леопольд Крец у період 1931—1941 років постійно підтримував зв'язки зі Львовом, де до останнього продовжували мешкати батьки, та з рідним містом Золочевом. Востаннє Леопольд зустрічається зі своїми батьками восени 1937 року в Парижі, куди вони приїхали на відкриття Всесвітньої виставки, на якій експонувалися роботи молодого художника.
На початку нацистської окупації Львова батьки Леопольда Креца потрапили у львівське гето, де загинули.
В період Другої світової війни Леопольд Крец був учасником підпільного Руху Опору у Франції. 1948 року він отримав французьке громодянство.
Займався педагогічною дільністю: викладав в Академії Ґранд Шом'єр (1948—1950) та Школі мистецтв у Реймсі, очолював скульптурної майстерні у Вищій Школі мистецтв (1950—1974).
Був членом різних художніх об'єднань (Осіннього салону, Салону незалежних, Салону французьких художників). Експонував свої роботи на багатьох виставках, серед яких — 23 персональних.
1963 року отримав звання «Лицар мистецтва та літератури»
Помер 16 квітня 1990 року, похований на паризькому цвинтарі Монпарнас. На могилі стоїть бронзова фігура «Пророка» (1960), на постаменті надпис: «Моя творчість — моя молитва».

## Твори
Леопольд Крец створив скульптурні портрети відомих діячів французької культури (М. Равеля, А. Жіда), монументальні постаті архангелів для фонтану на площі перед собором Нотр-Дам (1954). Виконав серію медалей для Паризького монетного двору (1950—1960-ті роки).
У Національному музеї у Львові зберігається живописний «Автопортрет» часів навчання у Олекси Новаківського. Окремі роботи паризького періоду знаходяться в фондах Національного музею у Львові та Львівській національній галереї мистецтв.